# Rómulo Campuzano González
Rómulo de Jesús Campuzano González (Victoria de Durango, Durango, 8 de enero de 1957) es un político mexicano, miembro del Partido Acción Nacional. Ha sido Senador de la República de 2000 a 2006 en representación de su estado natal.

## Biografía
Rómulo Campuzano es ingeniero industrial y de sistemas egresado del Instituto Tecnológico y de Estudios Superiores de Monterrey, tiene además estudios diplomado en alta dirección en el ITESM, en federalismo, gobierno y administración en la UNAM, y una especialidad en Administración de Recursos Humanos en la Universidad Juárez del Estado de Durango.
Miembro del PAN desde 1983, entre ese año y 1986 fue oficial mayor del municipio de Durango en el ayuntamiento presidido por Rodolfo Elizondo Torres; en las elecciones de 1992 fue candidato del PAN a presidente municipal de Durango, no logró la victoria que correspondió al candidato del PT Alejandro González Yáñez. De 1993 a 1996 fue presidente del comité municipal de su parto en Durango y en 1997 candidato a diputado federal. De 1995 a 1998 fue diputado al Congreso de Durango.
En 2000 fue candidato del PAN al Senado, no lograron la victoria pero fue elegido por el principio de primera minoría, a las LVIII y LIX Legislaturas de ese año a 2006. Fue secretario de la Comisión de Ciencia y Tecnología e integrante de las comisiones de Agricultura y Ganadería, Defensa Nacional y Turismo; posteriormente fue presidente de la comisión de Turismo.
En 2018 ocupa el cargo de secretario general el comité estatal del PAN en Durango.
El 31 de julio de 2018 fue uno de los pasajeros a bordo del vuelo 2431 de Aeroméxico que ese día de desplomó al despegar del Aeropuerto Internacional de Durango en vuelo con destinado a la Ciudad de México; resultó con lesiones leves a consecuencia del accidente, mismo en el que todos los pasajeros y tripulantes sobrevivieron.